# Banda de cizalla

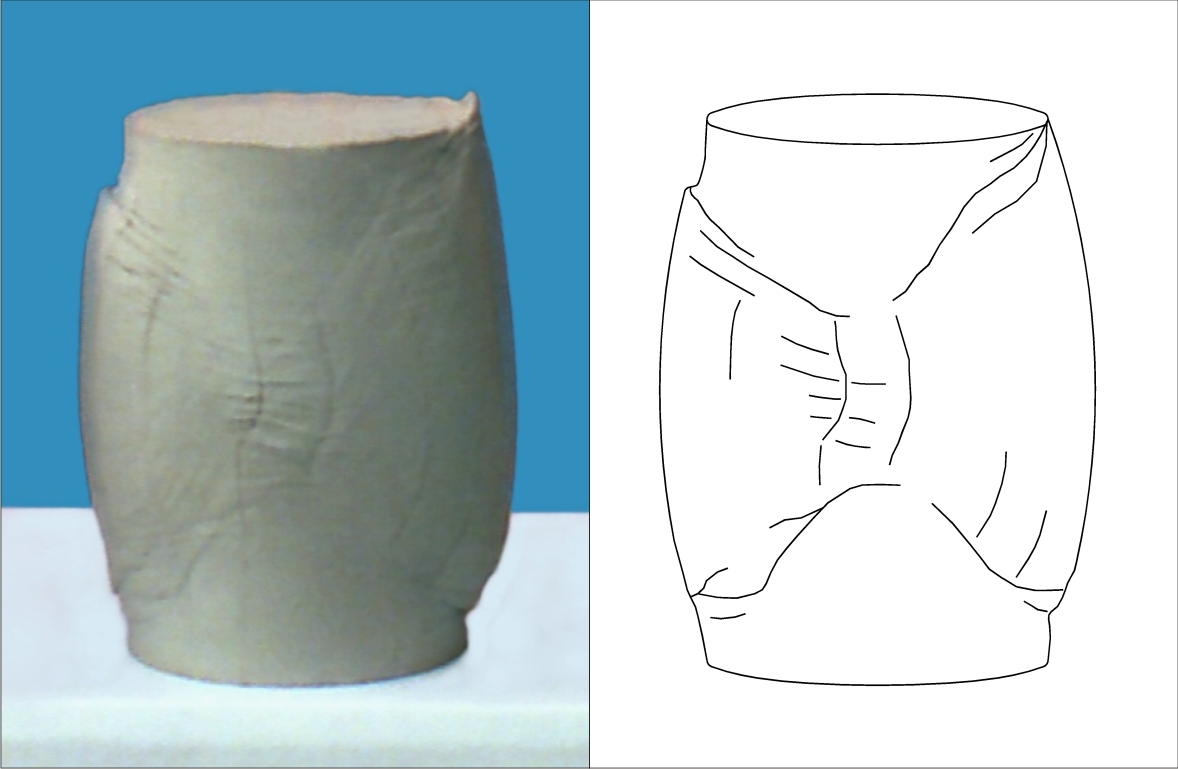
Una muestra de suelo originalmente cilíndrica que ha sido aplastada y desarrollado bandas de cizalla, principalmente en dos sistemas diagonales que se cruzan.

En la ciencia de materiales y la geología una banda de cizalla es una zona delgada de deformación oblicua al eje de deformación. Las bandas de cizalla son lugares donde se concentra la deformación respecto a su entorno.
Las bandas de cizalla presentan una deformación intermedia entre el fracturamento y la deformación plástica, esta última esta normalmente más ampliamente distribuida en el espacio que la deformación de banda de cizalla.

## En la geología

Bosquejo de la dinámica en una banda de cizalla en un material granular.

En algunos contextos geológico aparecen como una zona delgada de alta deformación dentro de una zona más grande de cizalla. In dichos casos las bandas de cizalla suelen forman redes interconectadas con fragmentos de roca relativamente intactos entremedio. La deformación en condiciones de metamorfismo de una roca mediante tensión cortante no-coaxial puede producir bandas de cizalla que dan origen a una crenulación de la roca. En este caso la crenulación no implica la existencia de dos fases de deformación. La existencia en una roca de dominios microscópicos de distinta mineralogía puede causar la formación de micro-bandas de cizalla en la roca si esta esta sujeta a condiciones de metamorfismo.
Dada su finesa son estructuras que a menudo pasan desapercibidas al ojo de muchos geólogos.

## En materiales
El origen y desarrollo de las bandas de cizalla es un objeto de estudio recurrente en la ciencia de materiales. 
Una teoría propuesta en 1977 sugiere que la consolidación de bandas de cizalla se da por el aumento de superficies libres en bandas incipientes. Algunos científicos consideran que las bandas de cizalla constituyen un paso previo a la formación de bandas de deslizamiento persistente (PSB por sus siglas en inglés).
Se ha postulado que previo a producirse un fallo mecánico en una banda de cizalla esta tiene un comportamiento similar al de un líquido. En el vídrio metálico las bandas de cizalla juegan un rol clave en generar las fracturas que se forman durante un flujo inhomogéneo.
Las bandas de cizallas simples (una sola banda en diagonal) son un elemento "clásico" de la mecánica de suelos.